# Никифор Вриений
Никифор Вриений Млади (на гръцки: Νικηφόρος Βρυέννιος) е византийски военачалник, политик и историк.
Роден е през 1062 г. в Одрин и произхождал на известен аристократичен род. Син или внук е на Никифор Вриений Стари († сл. 1094). Бил е женен за дъщерята на император Алексий I Комнин (1081 – 1118) – Анна Комнина и е получил титлата кесар. Взема участие в преговорите с норманския предводител Боемунд, a през 1116 г. в похода срещу селджуките и в похода срещу Сирия през 1137 г.
Никифор Вриений е автор на историческото съчинение известно днес под заглавието „Исторически бележки“, в което са описани историческите събития, свързани с Византия в периода 1070 – 1079 г. Интересни за българската история са сведенията му за въстанието на Георги Войтех, за нападения на печенегите и бунтове на византийски аристократи, станали в пределите на Византия, населени с българи. Съчинението му е открито без началните страници, като е било подвързано в една книга заедно с произведението на съпругата му Ана Комнина „Алексиада“, което е написано като негово продължение.
Починал през 1137 г. След смъртта му, съпругата му Ана се оттеглила в манастир и написала историческото съчинение „Алексиада“ като обхваща периода 1069 – 1118 г., което е продължение на историята на Никифор.